# Az Amerikai Egyesült Államok elnökeinek listája életkor szerint
Az alábbi szócikk az Amerikai Egyesült Államok elnökeinek listája életkor szerint. A szócikkben életkoruk szerepel beiktatásuk napján, mandátumuk végén és haláluk napján.

## Elnökök életkora
Az Egyesült Államok alkotmánya szerint az elnöknek legalább 35 évesnek kell lennie beiktatásuk napján. A beiktatásuk napján az elnökök medián életkora 55 év. A legfiatalabb elnök Theodore Roosevelt volt 42 éves korában, akit a William McKinley elleni merénylet után iktattak be. A legidősebb beiktatott elnök Donald Trump, 78 évesen és 7 hónaposan második terminusában.
John Fitzgerald Kennedy volt a legfiatalabban megválasztott elnök 43 évesen, és 46 évesen gyilkolták meg, amellyel a legfiatalabb elnök volt, aki befejezte terminusát. Ezek mellett a legrövidebben élt amerikai elnök. A legidősebb elnök terminusa végén Joe Biden volt (82 éves és 2 hónapos), bár ha Trump befejezi egész második mandátumát, meg fogja előzni a listán. Jimmy Carter élt a leghosszabban az ország elnökei közül, 100 évesen halt meg 2024-ben. Az első elnök, aki elérte a 100 éves életkort.
Azon elnököket nem figyelembe véve, akik hivatali idejük közben haltak meg, James Knox Polknak volt a legrövidebb az elnöksége után élve töltött ideje, 103 nappal mandátuma lejárta után halt meg kolerában, 53 évesen, a legfiatalabb, aki természetes halált halt. Carter 43 évet és 344 napot élt elnöksége vége után, a leghosszabb idő az elnökök közül. A legidősebb életben lévő amerikai elnök Joe Biden, 82 éves és 181 napos. A legfiatalabb életben lévő elnök pedig Barack Obama (63 éves, 289 napos).

## Lista
| #  | Elnök                   | Született            | Életkor elnökség kezdetén | Életkor elnökség végén | Elnöksége utáni idő | Élettartam           | Élettartam         |
| #  | Elnök                   | Született            | Életkor elnökség kezdetén | Életkor elnökség végén | Elnöksége utáni idő | Meghalt              | Életkor            |
| -- | ----------------------- | -------------------- | ------------------------- | ---------------------- | ------------------- | -------------------- | ------------------ |
| 1  | George Washington       | 1732. február 22.    | 57 éves, 67 napos         | 65 éves, 10 napos      | 2 év, 285 nap       | 1799. december 14,   | 67 éves, 295 napos |
| 2  | John Adams              | 1735. október 30.    | 61 éves, 125 napos        | 65 éves, 125 napos     | 25 év, 122 nap      | 1826. július 4.      | 90 éves, 247 napos |
| 3  | Thomas Jefferson        | 1743. április 13.    | 57 éves, 325 napos        | 65 éves, 325 napos     | 17 év, 122 nap      | 1826. július 4.      | 83 éves, 82 napos  |
| 4  | James Madison           | 1751. március 16.    | 57 éves, 353 napos        | 65 éves, 353 napos     | 19 év, 116 nap      | 1836. június 28.     | 85 éves, 104 napos |
| 5  | James Monroe            | 1758. április 28.    | 58 éves, 310 napos        | 66 éves, 310 napos     | 6 év, 122 nap       | 1831. július 4.      | 73 éves, 67 napos  |
| 6  | John Quincy Adams       | 1767. július 11.     | 57 éves, 236 napos        | 61 éves, 236 napos     | 18 év, 356 nap      | 1848. február 23.    | 80 éves, 227 napos |
| 7  | Andrew Jackson          | 1767. március 15.    | 61 éves, 354 napos        | 69 éves, 354 napos     | 8 év, 96 nap        | 1845. június 8.      | 78 éves, 85 napos  |
| 8  | Martin Van Buren        | 1782. december 5.    | 54 éves, 89 napos         | 58 éves, 89 napos      | 21 év, 142 nap      | 1862. július 24.     | 79 éves, 231 napos |
| 9  | William Henry Harrison  | 1773. április 9.     | 68 éves, 23 napos         | 68 éves, 54 napos      | 0 nap               | 1841. április 4.     | 68 éves, 54 napos  |
| 10 | John Tyler              | 1790. március 29.    | 51 éves, 6 napos          | 54 éves, 340 napos     | 16 év, 320 nap      | 1862. január 18.     | 71 éves, 295 napos |
| 11 | James Knox Polk         | 1795. november 2.    | 49 éves, 122 napos        | 53 éves, 122 napos     | 103 nap             | 1849. június 15.     | 53 éves, 225 napos |
| 12 | Zachary Taylor          | 1784. november 24.   | 64 éves, 100 napos        | 65 éves, 227 napos     | 0 nap               | 1850. július 9.      | 65 éves, 227 napos |
| 13 | Millard Fillmore        | 1800. január 7.      | 50 éves, 183 napos        | 53 éves, 56 napos      | 21 év, 4 nap        | 1874. március 8.     | 74 éves, 60 napos  |
| 14 | Franklin Pierce         | 1804. november 23.   | 48 éves, 101 napos        | 52 éves, 101 napos     | 12 év, 218 nap      | 1869. október 8.     | 64 éves, 319 napos |
| 15 | James Buchanan          | 1791. április 23.    | 65 éves, 315 napos        | 69 éves, 315 napos     | 7 év, 89 nap        | 1868. június 1.      | 77 éves, 39 napos  |
| 16 | Abraham Lincoln         | 1809. február 12.    | 52 éves, 20 napos         | 56 éves, 62 napos      | 0 nap               | 1865. április 15.    | 56 éves, 62 napos  |
| 17 | Andrew Johnson          | 1808. december 29.   | 56 éves, 107 napos        | 60 éves, 65 napos      | 6 év, 149 nap       | 1875. július 31.     | 66 éves, 214 napos |
| 18 | Ulysses S. Grant        | 1822. április 27.    | 46 éves, 311 napos        | 54 éves, 311 napos     | 8 év, 141 nap       | 1885. július 23.     | 63 éves, 87 napos  |
| 19 | Rutherford B. Hayes     | 1822. október 4.     | 54 éves, 151 napos        | 58 éves, 151 napos     | 11 év, 319 nap      | 1893. január 17.     | 70 éves, 105 napos |
| 20 | James A. Garfield       | 1831. november 19.   | 49 éves, 105 napos        | 49 éves, 304 napos     | 0 nap               | 1881. szeptember 19. | 49 éves, 304 napos |
| 21 | Chester A. Arthur       | 1829. október 5.     | 51 éves, 349 napos        | 55 éves, 150 napos     | 1 év, 259 nap       | 1886. november 18.   | 57 éves, 44 napos  |
| 22 | Grover Cleveland        | 1837. március 18.    | 47 éves, 351 napos        | 51 éves, 351 napos     | 4 év, 0 nap         | 1908. június 24.     | 71 éves, 98 napos  |
| 23 | Benjamin Harrison       | 1833. augusztus 20.  | 55 éves, 196 napos        | 59 éves, 196 napos     | 8 év, 9 nap         | 1901. március 13.    | 67 éves, 205 napos |
| 24 | Grover Cleveland        | 1837. március 18.    | 55 éves, 351 napos        | 59 éves, 351 napos     | 11 év, 112 nap      | 1908. június 24.     | 71 éves, 98 napos  |
| 25 | William McKinley        | 1843. január 29.     | 54 éves, 34 napos         | 58 éves, 228 napos     | 0 nap               | 1901. szeptember 14. | 58 éves, 228 napos |
| 26 | Theodore Roosevelt      | 1858. október 27.    | 42 éves, 322 napos        | 50 éves, 128 napos     | 9 év, 308 nap       | 1919. január 6.      | 60 éves, 71 napos  |
| 27 | William Howard Taft     | 1857. szeptember 15. | 51 éves, 170 napos        | 55 éves, 170 napos     | 17 év, 4 nap        | 1930. március 8.     | 72 éves, 174 napos |
| 28 | Thomas Woodrow Wilson   | 1856. december 28.   | 56 éves, 66 napos         | 64 éves, 66 napos      | 2 év, 336 nap       | 1924. február 3.     | 67 éves, 37 napos  |
| 29 | Warren G. Harding       | 1865. november 2.    | 55 éves, 122 napos        | 57 éves, 273 napos     | 0 nap               | 1923. augusztus 2.   | 57 éves, 273 napos |
| 30 | Calvin Coolidge         | 1872. július 4.      | 51 éves, 29 napos         | 56 éves, 243 napos     | 3 év, 307 nap       | 1933. január 5.      | 60 éves, 185 napos |
| 31 | Herbert Hoover          | 1874. augusztus 10.  | 54 éves, 206 napos        | 58 éves, 206 napos     | 31 év, 230 nap      | 1964. október 20.    | 90 éves, 71 napos  |
| 32 | Franklin D. Roosevelt   | 1882. január 30.     | 51 éves, 33 napos         | 63 éves, 72 napos      | 0 nap               | 1945. április 12.    | 63 éves, 72 napos  |
| 33 | Harry S. Truman         | 1884. május 8.       | 60 éves, 339 napos        | 68 éves, 257 napos     | 19 év, 341 nap      | 1972. december 26.   | 88 éves, 232 napos |
| 34 | Dwight D. Eisenhower    | 1890. október 14.    | 62 éves, 98 napos         | 70 éves, 98 napos      | 8 év, 67 nap        | 1969. március 28.    | 78 éves, 165 napos |
| 35 | John Fitzgerald Kennedy | 1917. május 29.      | 43 éves, 236 napos        | 46 éves, 177 napos     | 0 nap               | 1963. november 22.   | 46 éves, 177 napos |
| 36 | Lyndon B. Johnson       | 1908. augusztus 27.  | 55 éves, 87 napos         | 60 éves, 146 napos     | 4 év, 2 nap         | 1973. január 22.     | 81 éves, 103 napos |
| 37 | Richard Nixon           | 1913. január 9.      | 56 éves, 11 napos         | 61 éves, 212 napos     | 19 év, 256 nap      | 1994. április 22.    | 93 éves, 165 napos |
| 38 | Gerald Ford             | 1913. július 14.     | 61 éves, 26 napos         | 63 éves, 190 napos     | 29 év, 340 nap      | 2006. december 26.   | 93 éves, 165 napos |
| 39 | Jimmy Carter            | 1924. október 1.     | 52 éves, 111 napos        | 56 éves, 111 napos     | 43 év, 344 nap      | 2024. december 29.   | 100 éves, 89 napos |
| 40 | Ronald Reagan           | 1911. február 6.     | 69 éves, 349 napos        | 77 éves, 349 napos     | 15 év, 137 nap      | 2004. június 5.      | 93 éves, 120 napos |
| 41 | George H. W. Bush       | 1924. június 12.     | 64 éves, 222 napos        | 68 éves, 222 napos     | 25 év, 314 nap      | 2018. november 30.   | 94 éves, 171 napos |
| 42 | Bill Clinton            | 1946. augusztus 19.  | 46 éves, 154 napos        | 54 éves, 154 napos     | 24 év, 120 nap      | életben              | 78 éves, 274 napos |
| 43 | George W. Bush          | 1946. július 6.      | 54 éves, 198 napos        | 62 éves, 198 napos     | 16 év, 120 nap      | életben              | 78 éves, 318 napos |
| 44 | Barack Obama            | 1961. augusztus 4.   | 47 éves, 169 napos        | 55 éves, 169 napos     | 8 év, 120 nap       | életben              | 63 éves, 289 napos |
| 45 | Donald Trump            | 1946. június 14.     | 70 éves, 220 napos        | 74 éves, 220 napos     | 4 év, 0 nap         | életben              | 78 éves, 340 napos |
| 46 | Joe Biden               | 1942. november 20.   | 78 éves, 61 napos         | 82 éves, 61 napos      | 0 év, 120 nap       | életben              | 82 éves, 181 napos |
| 47 | Donald Trump            | 1946. június 14.     | 78 éves, 220 napos        | hivatalban             | hivatalban          | életben              | 78 éves, 340 napos |

1. 1 2 3 4 5 6 7 8  Hivatalban halt meg
2. ↑  Cleveland első elnöksége utáni idő (1889–1893) két mandátuma között
3. ↑  Cleveland második elnöksége (1897–1908) utáni idő.
4. ↑  Lemondott
5. ↑  Turmp első elnöksége utáni idő (2021–2025) két mandátuma között.